# Carl Magnus von Hell
Carl Magnus von Hell (Stuttgart, 8 de setembre de 1849 - Stuttgart, 11 de desembre de 1926) fou un químic orgànic alemany conegut per la reacció d'halogenació de Hell-Volhard-Zelinsky i per les seves investigacions sobre els hidrocarburs.

## Biografia
Carl Magnus von Hell era fill d'un funcionari imperial i en un primer moment assistí a una escola d'oficis. Després treballà a una botiga de queviures, però el seu interès per les ciències naturals el portaren a estudiar química a la Universitat de Stuttgart amb Hermann von Fehling i després a la Universitat Ludwig-Maximilian de Mònaco amb Emil Erlenmeyer. El 1870 participà com a voluntari a la Guerra francoprussiana i fou ferit de gravetat. Un cop curat, es convertí en assistent de Fehling i ensenyà química orgànica i teòrica. El 1883, quan es retira Fehling, es convertí en professor de química. Era molt actiu en l'ensenyament i en altres feines burocràtiques, així supervisà la construcció de nous laboratoris i de 1896 a 1899 fou rector de la Universitat de Stuttgart.

## Obra
Les seves investigacions se centraren principalment en els hidrocarburs alifàtics i en els àcids dicarboxílics. El 1889 sintetitzà la molècula C60H122, que fou l'hidrocarbur alifàtic de major massa molecular conegut, demostrant que es podien construir cadenes de 60 àtoms de carboni. El 1881 introduí un nou procediment per a la bromació d'àcids carboxílics, conegut com a halogenació de Hell-Volhard-Zelinsky, que també fou descobert de forma independent el 1887 pel químic alemany Jacob Volhard i pel rus Nikolai Zelinski.